# Oncidium divaricatum
Oncidium divaricatum  ex  Oncidium pulvinatum es una especie de orquídea epifita. Es nativa del sudeste de Brasil.

## Descripción
Es una orquídea de tamaño pequeño a mediano, de crecimiento epífitas con pseudobulbo suborbiculares, fuertemente comprimidos, de color verde amarillo,  llevan una sola hoja, apical, estrechamente oblonga  a oblongo-elíptica, coriácea, suberecta y obtusa. Florece en una inflorescencia paniculada de 120 a 200 cm de largo, de color púrpura opaco con 6 a 15 sucursales, cada una con 3 a 10 flores y con brácteas florales ovadas , muy agudas, ovadolanceoladas  y llevando flores perfumadas o no. La floración se produce en el otoño. 

## Distribución y hábitat
Se encuentra en Brasil en las laderas húmedas de las montañas de la costa, cerca de las crestas en alturas de 1500 metros. 

## Sinonimia
- Aurinocidium divaricatum (Lindl.) Romowicz & Szlach., Polish Bot. J. 51: 44 (2006).
- Grandiphyllum divaricatum (Lindl.) Docha Neto, Colet. Orquídeas Brasil. 3: 75 (2006).
- Oncidium pulvinatum Lindl., Edwards's Bot. Reg. 24(Misc.): 61 (1838).
- Oncidium sciurus Scheidw., Allg. Gartenzeitung 7: 406 (1839).
- Oncidium sphegiferum Lindl., Edwards's Bot. Reg. 29(Misc.): 17 (1843).
- Oncidium pulvinatum var. grandiflorum Regel, Ann. Sci. Nat., Bot., IV, 6: 377 (1856).
- Oncidium robustissimum Rchb.f., Gard. Chron. 1888(2): 352 (1888).
- Oncidium pulvinatum var. minarum Hoehne & Schltr., Arch. Bot. São Paulo 1: 290 (1926).
- Aurinocidium pulvinatum (Lindl.) Romowicz & Szlach., Polish Bot. J. 51: 44 (2006).
- Aurinocidium robustissimum (Rchb.f.) Romowicz & Szlach., Polish Bot. J. 51: 44 (2006).
- Aurinocidium sphegiferum (Lindl.) Romowicz & Szlach., Polish Bot. J. 51: 44 (2006).
- Grandiphyllum pulvinatum (Lindl.) Docha Neto, Colet. Orquídeas Brasil. 3: 76 (2006).
- Grandiphyllum robustissimum (Rchb.f.) Docha Neto, Colet. Orquídeas Brasil. 3: 76 (2006).
- Grandiphyllum sphegiferum (Lindl.) Docha Neto, Colet. Orquídeas Brasil. 3: 76 (2006).[1]